# Cuadernos Monásticos
Die Cuadernos Monásticos (Abkürzung CuadMon) sind eine gemeinsame Ordenszeitschrift der Benediktiner, Zisterzienser und Trappisten des Cono Sur. Die erste Ausgabe erschien 1966, bis 1968 wurden sie zweimal jährlich herausgegeben, seither erscheint die Zeitschrift vierteljährlich in spanischer Sprache.
Als Herausgeber fungiert die Konferenz der monastischen Gemeinschaften des Cono Sur (SURCO), in der die männlichen und weiblichen Zweige der Benediktiner-, Zisterzienser- und Trappistenklöster Argentiniens, Chiles, Paraguays und Uruguays vertreten sind. Leiterin ist zurzeit Maria Isabel Guiroy OSB. Seit 2015 werden die Cuadernos Monásticos von Agape Libros verlegt.
Die Artikel gruppieren sich um das Thema der monastischen Spiritualität. Jede Ausgabe enthält drei Hauptteile, wobei im ersten Aufsätze über das Leben der Mönche aller Epochen seit dem ersten nachchristlichen Jahrhundert veröffentlicht werden. Im zweiten Teil schließen sich Quellen monastischer Schriften aus der Zeit der Kirchenväter in spanischer Übersetzung an. Es folgen Rezensionen von Büchern, welche sich mit dem Forschungsgebiet der Cuadernos Monásticos beschäftigen.
In editorischem Zusammenhang mit der Zeitschrift steht die Buchreihe ECUAM (Ediciones Cuadernos Monásticos), in der antike, mittelalterliche und moderne Werke zur klösterlichen und allgemein-kirchlichen Spiritualität publiziert werden. Der gesamte Inhalt von Cuadernos Monásticos ist auf der Homepage der SURCO online zugänglich.